# Amber Arcades

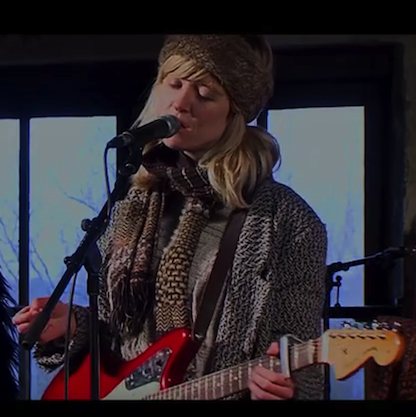
Amber Arcades performing Benjamin

Annelotte de Graaf (* 15. Dezember 1988 in Utrecht), bekannt unter ihrem Bühnennamen Amber Arcades, ist eine niederländische Sängerin und Songschreiberin.

## Biografie
De Graaf studierte Jura und arbeitete als Assistentin am Internationalen Strafgerichtshof.
Ihre musikalische Karriere begann mit einem selbst aufgenommenen Album in New York. Das Ergebnis erweckte die Aufmerksamkeit des Londoner Plattenlabels Heavenly Records, die das Album Fading Lines im Juni 2016 veröffentlichten. Ihren Stil kann man als melodiösen Indie-Rock beschreiben mit verträumten Pop-Stücken, die einen melancholischen Grundton haben.

## Diskografie
- Amber Arcades EP (2013)
- Patiently EP (2015)
- Fading Lines (Heavenly Recordings, 2016)
- Cannonball EP (Heavenly Recordings, 2017)
- European Heartbreak (Heavenly Recordings, 2018)
- Barefoot on Diamond Road (Fire Records, 2023)